# Natation synchronisée aux Jeux panaméricains de 2019
Navigation
2015
Les compétitions de natation synchronisée aux Jeux panaméricains de 2019 ont lieu du 29 au 31 juillet 2019 à Lima, au Pérou.

## Médaillés
| Épreuves | Or | Argent | Bronze |
| -------- | --- | --- | --- |
| Duo      | Canada Claudia Holzner Jacqueline Simoneau | Mexique Nuria Diosdado Joana Jiménez | États-Unis Anita Alvarez Ruby Remati |
| Ballet   | Canada Emily Armstrong Catherine Barrett Andrée-Anne Côté Camille Fiola-Dion Rebecca Harrower Claudia Holzner Audrey Joly Halle Pratt Jacqueline Simoneau | Mexique Regina Alférez Teresa Alonso Nuria Diosdado Joana Jiménez Luisa Rodríguez Jessica Sobrino Ana Soto Pamela Toscano Amaya Velázquez | États-Unis Anita Alvarez Paige Areizaga Nicole Goot Hannah Heffernan Daniella Ramirez Ruby Remati Abby Remmers Lindi Schroeder Emma Tchakmakjian |

## Tableau des médailles
| Rang  | Nation     | Or | Argent | Bronze | Total |
| ----- | ---------- | -- | ------ | ------ | ----- |
| 1     | Canada     | 2  | 0      | 0      | 2     |
| 2     | Mexique    | 0  | 2      | 0      | 2     |
| 3     | États-Unis | 0  | 0      | 2      | 2     |
| Total | Total      | 2  | 2      | 2      | 6     |